# Emma Ruth Rundle
Emma Ruth Rundle (née le 10 octobre 1983) est une chanteuse, guitariste, compositrice et artiste américaine. Elle est notamment connue pour son projet solo Emma Ruth Rundle, mais aussi pour sa participation aux groupes The Nocturnes, Red Sparowes, Marriages et diverses collaborations avec Jaye Jayle, Thou ou Chelsea Wolfe.

## Biographie
Emma Ruth Rundle commence sa carrière musicale en 2007 avec le groupe dream pop, The Nocturnes. Initialement pensé comme un duo avec elle, au chant et à la guitare, et Daniel Yasmin à la batterie, ils sont rejoints par Paris Patt, au chant et à la basse, après la sortie de l'EP Wellington en 2008. Puis en 2009, ils sortent leur premier album A Year of Spring. En 2010, elle rejoint le groupe de post-rock instrumental Red Sparowes où elle joue sur leur troisième opus, The Fear Is Excruciating, but Therein Lies the Answer. En 2010, alors qu'elle est en pleine tournée avec eux, Emma Ruth Rundle compose son premier album solo, Electric Guitar: One (que l'on retrouve aussi sous le nom Electric Guitar I). Il a été écrit et enregistré dans le tourbus durant les trajets entre les différents concerts. Il sort en 2011, ainsi que le deuxième album de The Nocturnes, Aokigahara.
La même année, avec le bassiste Greg Burns (Red Sparowes) et le batteur Dave Clifford, elle fonde le groupe post-rock Marriages dont le premier EP Kitsune sort en 2012. Dave Clifford sera par la suite remplacé par Andrew Clinco.
En 2014 paraît Some Heavy Ocean, considéré comme son premier album solo officiel. Emma Ruth Rundle s'éloigne du post-Rock de ses précédents groupes et se tournent vers une musique plus ambient et plus folk. En 2015 sort le premier album de Marriages, Salome.
2016 est marqué par le retour de Emma Ruth Rundle sur son projet solo avec Marked for Death, puis une collaboration en 2017 avec le groupe Jaye Jayle sur The Time Between Us. Collaboration qu'elle poursuivra en partie sur On Dark Horses en 2018, où l'on retrouve des membres du groupe dont Evan Patterson.
À partir de 2019, Emma Ruth Rundle collabore avec le groupe de sludge de la Louisiane Thou. S'ensuit, un live remarqué au Roadburn Festival de la même année. Elle est d'ailleurs annoncée comme étant curateur de l'édition 2020 aux côtés de James Kent (Perturbator). Pour l'occasion, elle aurait dû réactiver le projet Red Sparowes. Ce qui ne se fera pas à la suite des annulations de festival dues à la pandémie de COVID-19. Avec Thou, elle enchaîne les sorties avec May Our Chambers Be Full en 2020 et l'EP The Helm of Sorrow en 2021. En novembre de la même année paraît Engine of Hell, une nouvelle fois en solo.
Emma Ruth Rundle a composé la bande originale du film Dual réalisé par Riley Stearns dont la sortie est prévue en avril 2022. Il fait partie de la sélection du festival du film de Sundance 2022. Le 25 mars 2022 paraît Orpheus Looking Back, un EP comprenant trois titres issus des enregistrements de Engine of Hell et ne figurant par sur l'album. Le 8 avril, Emma Ruth Rundle annonce la sortie de Electric Guitar Two: Dowsing Voice qui a été enregistré entre janvier et février 2020 au Pays de Galles. Comme le premier album, il s'agit de musiques improvisées mais contrairement à celui-ci, il compte plus de chant expérimental.

## Discographie

### Emma Ruth Rundle
- 2011 : Electric Guitar I
- 2014 : Some Heavy Ocean
- 2016 : Marked for Death
- 2018 : On Dark Horses
- 2021 : Engine of Hell
- 2022 : Orpheus Looking Back EP
- 2022 : Electric Guitar Two: Dowsing Voice

### Collaboration
- 2017 : The Time Between Us EP en collaboration avec Jaye Jayle
- 2020 : May Our Chambers Be Full en collaboration avec Thou
- 2021 : The Helm of Sorrow  EP en collaboration avec Thou
- 2021 : Anhedonia en collaboration avec Chelsea Wolfe

### The Nocturnes
- 2008 : Wellington EP
- 2009 : A Year of Spring
- 2011 : Aokigahara

### Red Sparowes
- 2010 : The Fear Is Excruciating, but Therein Lies the Answer

### Marriages
- 2012 : Kitsune EP
- 2015 : Salome

### Headless Prince of Zolpidem
- 2013 : Somnambulant

### Autres
- 2022 : Dual musique du film